# Szene (Fernsehsendung)
Szene war ein Jugendmagazin im Ersten deutschen Fernsehen, das von 1972 bis 1979 durch den Bayerischen Rundfunk produziert und in jedem Jahr mit der entsprechenden Jahreszahl (z. B. „Szene '73“) präsentiert wurde.
Thomas Gottschalk moderierte die Szene, die Freitag nachmittags gesendet wurde, von 1976 bis 1979. Unter ihm entwickelte sich das Programm zu einer reinen Musiksendung mit Studioauftritten von Bands, wie den Bay City Rollers, Smokie oder Status Quo. Ergänzt wurde das Programm durch Interviews, wie am 16. Juli 1976 mit Kiss und erste Videoclips, wie „I Don’t Like Mondays“ von The Boomtown Rats. Ab 1977 stand ihm als Co-Moderator Anthony Powell mit Slapstickeinlagen zur Seite. Die Sendung gilt als Durchbruch Thomas Gottschalks im Fernsehen. Die letzte Folge lief am 16. November 1979.
Ab 1980 wurde die Sendung als Pop Stop bis 1983 weitergeführt. Gottschalk und Powell moderierten diese bis 1981. Sie wurden 1982 von Peter Gorski und Evelyn Seibert abgelöst.